# Pferdeschwemme (Hannover)

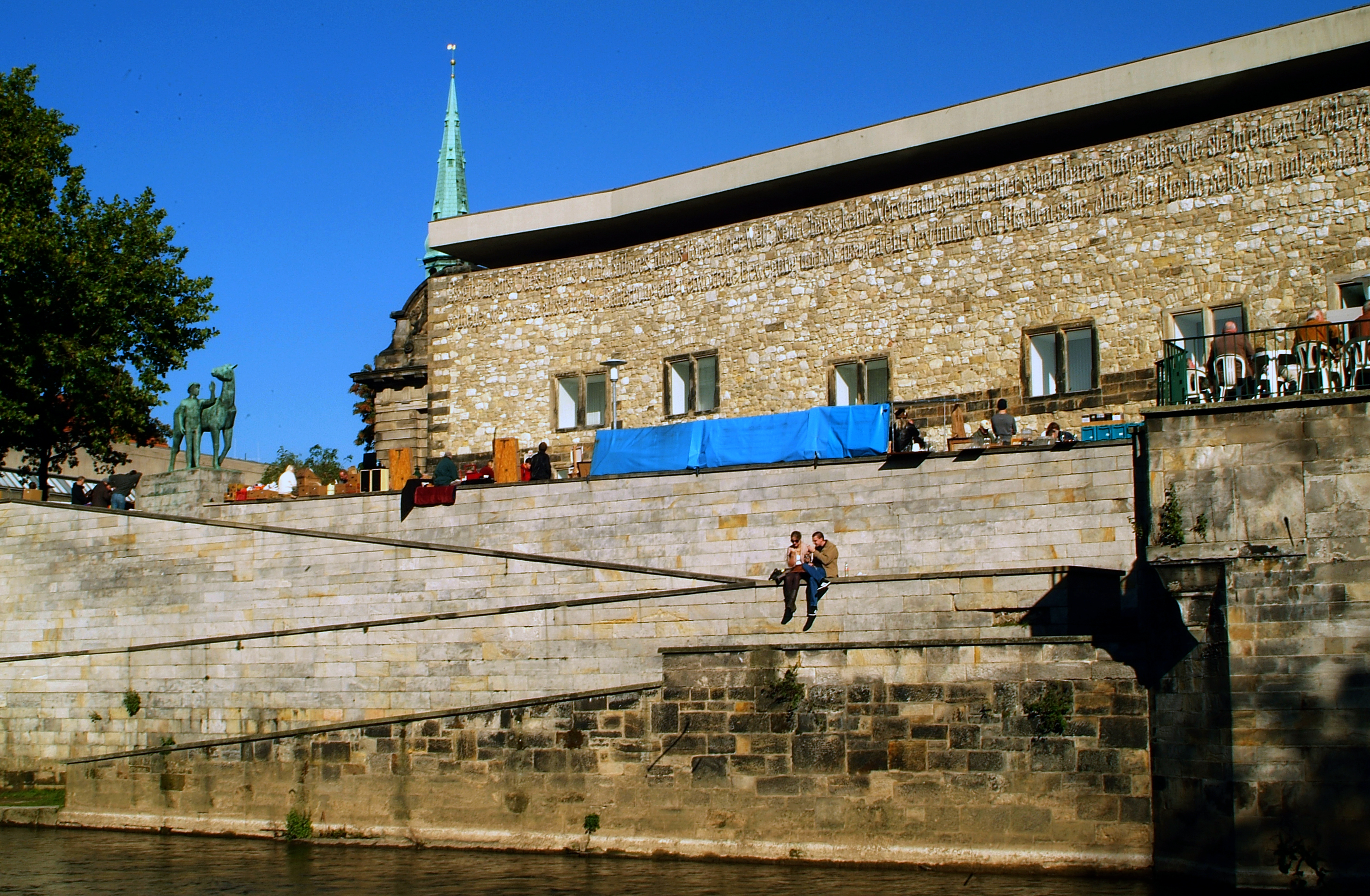
Sandsteinmauer der Rampe zur ehemaligen Pferdeschwemme, dahinter der Altstadt-Flohmarkt

Die Pferdeschwemme in Hannover diente jahrhundertelang als Tränke für die zahllosen Pferde der Altstadt. Standort der zur Pferdeschwemme mitten in die Leine hinabführenden Rampe ist die Promenade im Zuge der Straße Am Hohen Ufer unterhalb des Beginenturms und des Historischen Museums im Stadtteil Mitte.

## Geschichte

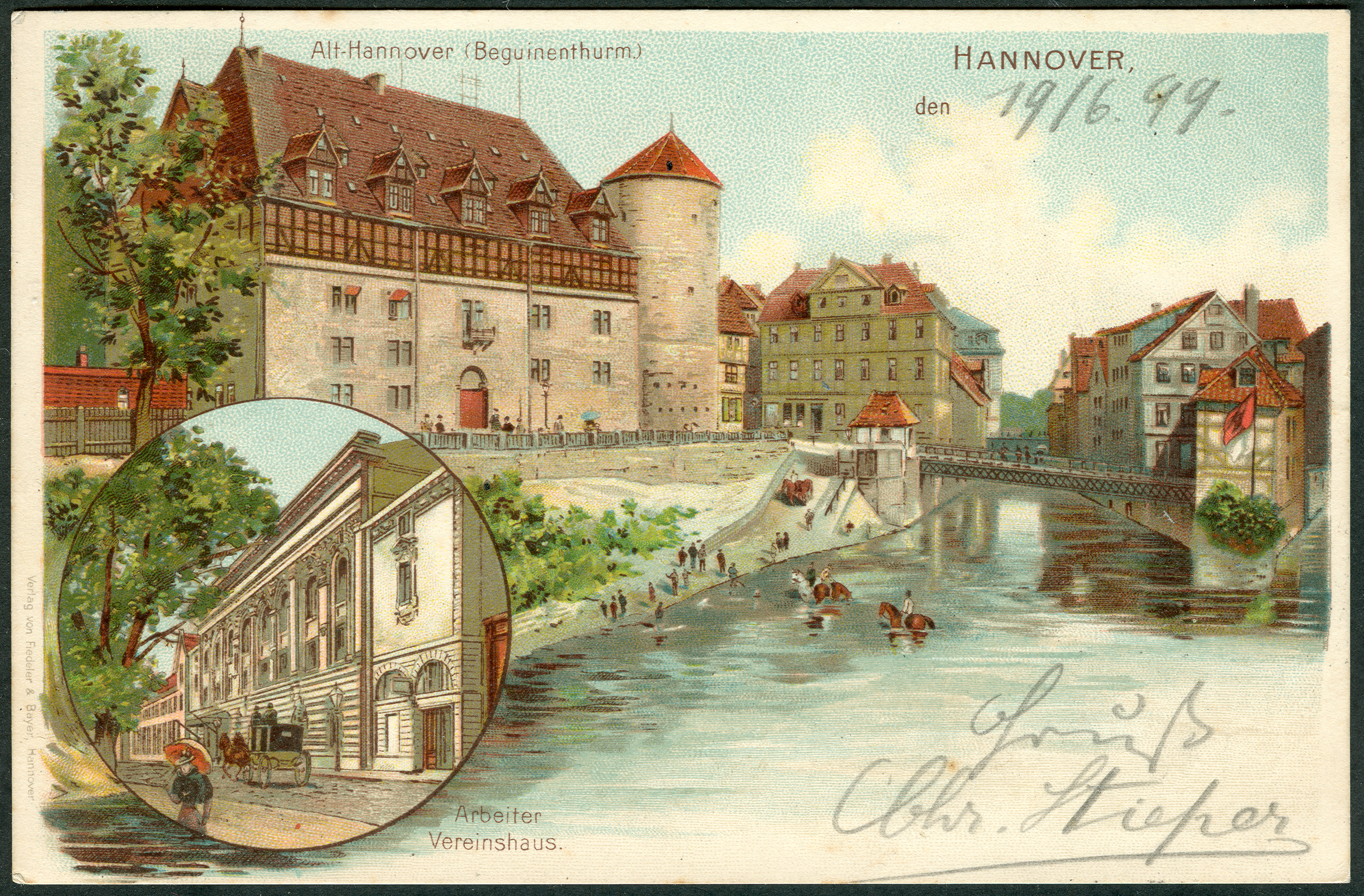
Die belebte Pferdeschwemme als lithografierte Ansichtskarte;
Verlag Fiedeler & Bayer, um 1898

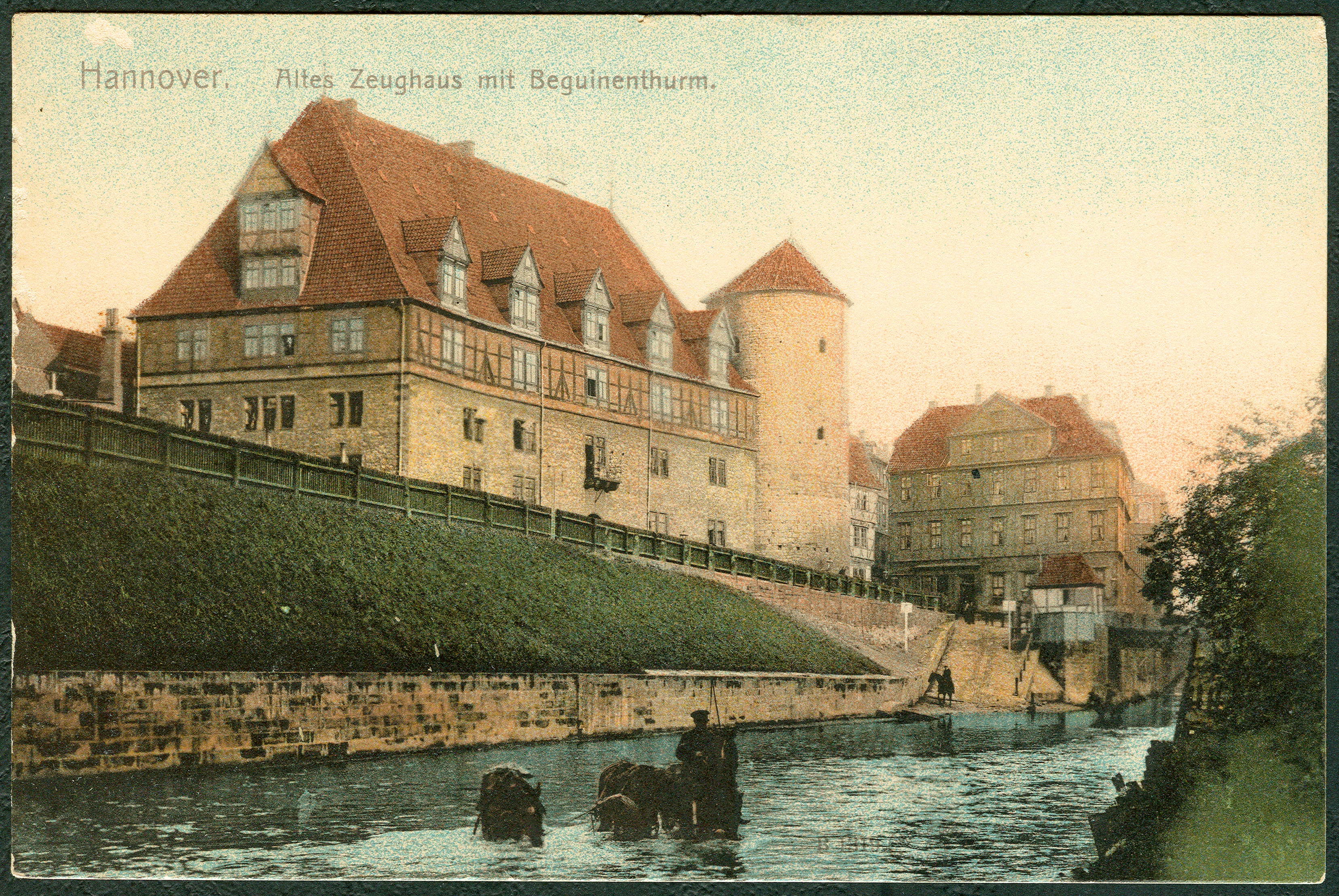
Um 1900: Reiter tränken Pferde in der Leine, im Hintergrund der Abstieg der Pferdeschwemme vor Beginenturm und dem alten Zeughaus am Hohen Ufer;
Kolorierte Ansichtskarte Nr. B 1319 als Lithografie über Lichtdruck der Dresdner Kunstdruckanstalt Wilhelm Hoffmann AG

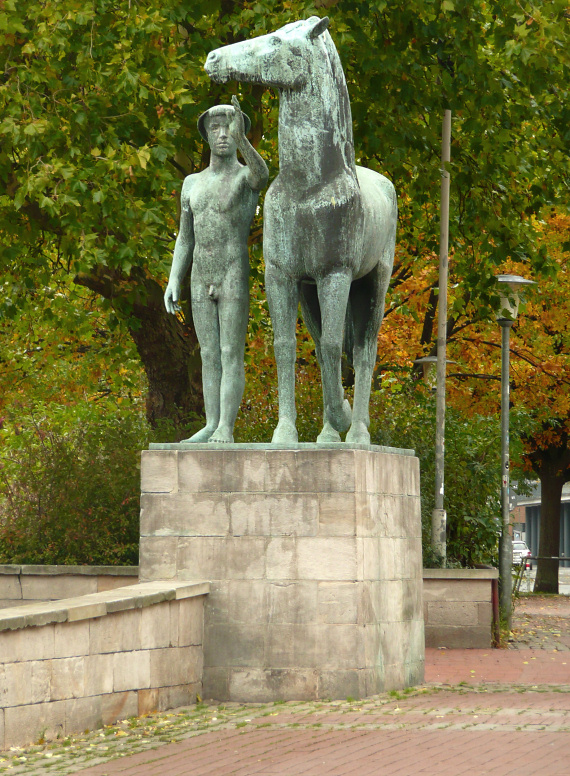
Die Skulptur „Mann mit Pferd“ von Hermann Scheuernstuhl wurde 1957 aufgestellt zur Erinnerung an die ehemalige Pferdeschwemme.

Nachdem mitten im Dreißigjährigen Krieg der Landesherr der damaligen Fürstentümer Calenberg und Göttingen, Georg zu Braunschweig-Lüneburg im Jahr 1636 Hannover zu seiner Residenzstadt erklärt hatte, wurde die Altstadt und die zunächst für das herzogliche Gefolge gegründete Calenberger Neustadt zu Verteidigungszwecken mit einer neuen, gemeinsamen Stadtbefestigung umwallt. Nun war der vor der Stadtmauer im Zuge des Hohen Ufers liegende ehemalige „Dreck-Wall“ zwischen den beiden Städten an der Leine überflüssig geworden und wurde zu einem repräsentativen Vorfeld des Leineschlosses ausgebaut. Entlang der Leine entstanden, vom Beginenturm bis über die (erst später erbaute) Goethebrücke hinaus, ein Zeughaus, Marställe und bis 1666 eine offene Reitbahn. Als Tränke für die zahlreich gehaltenen Pferde der nun herzoglichen Residenzstadt ließ der Landesherr vor der Sommerbrücke zur Leineinsel in Höhe der Pferdestraße im Jahr 1684 die Pferdeschwemme anlegen, durch die die Soldaten und andere Reiter die ihnen anvertrauten Pferde direkt in der Leine tränken konnten.
Ab 1714 kam der weitere Ausbau der Pferde- und Reitanlagen an der Leine zunächst zum Erliegen, da der Landesherr des mittlerweile zum Kurfürstentum Hannover erhobenen Staates, Georg Ludwig, als Georg I. mit Personal zur Thronbesteigung nach London abreiste und seitdem von England aus die Personalunion zwischen Großbritannien und Hannover regierte.
Als sich zur Zeit des Königreichs Hannover im Zuge der Industrialisierung die Einwohnerzahlen der Residenzstadt rasant vervielfachten, diente die Pferdeschwemme vor allem den zahlreichen Kindern der Altstadt als beliebter Tummelplatz. Doch noch bis zum Zweiten Weltkrieg diente der Ort auch zum Waschen der Pferde, und, „solange das Wasser noch einigermaßen sauber war“, auch als Tränke. Schließlich aber legten die Luftangriffe auf Hannover rund die Hälfte der gesamten Stadt und den Großteil der gesamten Umgebung um die Pferdeschwemme in Schutt und Asche.
Der Wunsch nach Wiederaufbau und Erinnerung an das kulturelle Erbe führte im Zuge des Wirtschaftswunders der frühen Jahre der Bundesrepublik Deutschland zu einer Neugestaltung der Straße Am Hohen Ufer. Nach Plänen des Architekten Heinz Wolff wurden im Jahr 1956 Teile des Straßenzuges als Promenade neu gestaltet: Die Terrassierung des Leineufers mit Steinmauern aus Sandstein sollte die ehemalige Stadtmauer andeuten, das Bodenmosaik wurde aus Trümmersteinen zusammengesetzt und sollte mit seinen Motiven an den Aufbau Hannovers nach dem Kriege erinnern. Zeitgleich wurde die Rampe zur ehemaligen Pferdeschwemme neu gebaut, während der Kopf der abgebrochenen Sommerbrücke als Aussichtsplattform gestaltet wurde.
Ein Jahr später wurde 1957 die Plastik „Mann mit Pferd“ des Bildhauers Hermann Scheuernstuhl aufgestellt.